# Оријашки жбунац
Оријашки жбунац, велики жбунац или рупичар (лат. Meripilus giganteus) је гљива из фамилије Polyporaceae класе базидиомицета.

## Опис гљиве
Шешир (pileus) плодоносног тела је крупан, лепезаст и са једне дршке (stipes) полази велики број шешира, клобука који личе на жбун. Појединачни шешир је ширине 20-60 cm и дебљине 1-2 cm, као млад је окержуте боје, а старији поцрни и постаје више смеђ. Дршка плодоносног тела је у ствари задебљала маса која је прирасла уз дрво и са које полазе бројни лепезасти шешири.

## Станиште
Расте на пањевима листопадног дрвећа (буква, храст) у касно лето и јесен. 

## Употреба
Младе гљиве се користе за јело, а старе одрвене па се не једу. Заменити ову гљиву са неком отровном врстом није могуће.
|  | Опис гљиве у овом чланку није потпун нити је довољан за коректну и сигурну идентификацију гљиве. Непажњом врло лако се јестиве гљиве могу помешати са отровним. Уколико се поједу отровне уместо јестивих гљива, може доћи до тешких оштећења појединих органа, или до смрти оног који их је појео. Aко желите да скупљате гљиве, не препоручује се коришћење описа из овог чланка за препознавање, већ да се обавестите о изгледу и начину препознавања код неког стручњака за гљиве. |